# 丁子香
丁子香或丁香是桃金娘科蒲桃属的一个種，也叫鸡舌香、鸡舌。Clove來自拉丁文「CLAVUS」，代表「釘子」的意思，因外型像小釘。原产于印度尼西亚的摩鹿加群島（MOLUCCAS），摩鹿加又被稱為香料島(SPICE ISLAND)。當地傳統習俗在嬰兒誕生時，栽種一棵丁香樹苗，母親們由丁香樹成長榮枯，最為其子女命運的前兆。是一种香料也是印度咖哩和中國五香的配料之一，干燥后广泛用于烹饪中，做为一种食物香料，现在已经被引种到世界各地的热带地区，目前出产丁香的地区主要有印度尼西亚、非洲東岸的坦尚尼亞、馬來西亞、桑给巴尔和马达加斯加岛，印度、巴基斯坦和斯里兰卡等地生產栽種最多，2005年，印度尼西亚生产了全世界80%的丁香。今日市面上的丁香品種是Zanzibar、Siputih和Sikotok，其中Siputih的樹型最高大、氣味最刺激。
丁香是一种常绿乔木，高达10至20米，叶椭圆形，单叶大，对生，革质；花为红色，聚伞花序，花蕾初起白色，后转为绿色，当长到1.5至2厘米长时转为红色，这时就可以收获，萼托长，花萼和花瓣4；果实为长椭圆形，名为「母丁香」。公、母丁香差別在於香氣與功效，公丁香的香氣突出濃郁，而母丁香則較為溫和。於藥效上母丁香略遜公丁香。故日常所見入藥、烹調、調香多為公丁香。
丁香的花托跟花蕊會分泌高含量易揮發的丁香油，丁香油富含豐當的丁香油酚跟部份的水楊酸甲酯，是一種特殊獨特的熱帶氣味。也在如肉桂等其它香料中發現，這種化學成分之所以叫做「丁香油酚」，正是因爲丁香中含量最高，所以以此作爲化學名。丁香油具有很強效的殺菌跟防腐效果。
丁香樹提煉的精油密度比水大，品質好的丁香應入水即沉。
另外，木犀科丁香属植物一般称为「丁香花」，与本种没有直接关系。

## 用途
丁香用于烹调、香烟添加剂、焚香的添加剂、制茶等。烹調作調味料，可矯味增香。常用於製作滷菜，亦用於制糕點和飲料。亦為五香粉和咖喱粉原料之一。也可以作为药用，中药也有丁香花蕾入药，药名「公丁香」，性温，味辛，可用於治胃病、止瀉、消化不良。丁香油酚是一种重要的香料，也可以治疗烧伤、能做溫和的麻醉劑，作为牙科的止痛剂。丁香還可用來解酒醉。
經濟上用途有用作雪茄調味或者香水，也會使用在各式牙膏或者牙齒清潔用品，也有製成防蟲用品使用。
印尼人把丁香和菸葉混合製成一種創新口味的香菸，當地人稱之為「KRE-TEK丁香捲菸」，據說吸起來會有爆破聲，極受當地人歡迎。
曹操在诸葛亮书信中也提到，“今奉鸡舌香五斤，以表微意。”唐代鸡舌香从印度尼西亚进口，用于烹调和入酒，也用于制造丁香油。宋代称丁香为鸡舌香，用于口含。宋代臣子向皇帝起奏时，必须口含其除口臭。
具有防腐劑及殺菌劑的特性，還可協助消化作用。精油局部被應用於減輕牙痛和嘴部疼痛，但丁香中含興奮劑，如過量食用則會干擾消化系統。
購買丁香時，最好買整粒的，因粉狀丁香味極易氧化散失，不易保存。
檢驗丁香品質，可把丁香放在一盆水裡，如垂直浮起→品質新鮮良好，如沉到水底或一顆顆水平浮起→不新鮮。

## 丁香圖片
- 丁香樹上的花朵
- 丁香樹上的花朵
- 干燥的丁香花蕾（公丁香）
- 丁香油酚(苯基丙烯)化學式
- 花蕾与正在发育中的果实
- 熟透脱落的果实——母丁香

## 外部連結
- 丁香 Dingxiang（页面存档备份，存于） 藥用植物圖像數據庫 （香港浸會大學中醫藥學院） （中文）（英文）
- 丁香 中藥材圖像數據庫  (香港浸會大學中醫藥學院) （中文）（英文）
- 丁香 Ding Xiang（页面存档备份，存于） 中藥標本數據庫 （香港浸會大學中醫藥學院） （繁體中文）（英文）
- 丁子香酚 Eugenol （页面存档备份，存于） 中草藥化學圖像數據庫 (香港浸會大學中醫藥學院) （中文）（英文）